# Мученичество святого Себастьяна (мистерия)
Мученичество святого Себастьяна (Le Martyre de saint Sébastien) — музыкальная мистерия в пяти действиях на тему жизни святого Себастьяна, с текстом, написанным в 1910—1911 годах итальянским писателем Габриэле Д'Аннунцио, музыку к которой написал французский композитор Клод Дебюсси (L.124).

## История создания
Работа производилась в сотрудничестве Габриэле Д’Аннунцио (в то время проживавшим во Франции, где он скрывался от кредиторов) и Клодом Дебюсси. Главная роль была создана специально для Иды Рубинштейн. Дебюсси принялся за работу в феврале 1911 года. Часть материала была подготовлена Андре Капле, который и дирижировал на премьере. Вклад Дебюсси в конечный результат был огромным: им была создана масштабная музыка для оркестра и хора с сольными вокальными партиями (для сопрано и двух альтов). Декорации и костюмы для спектакля придумал русский художник Лев Бакст, а хореографию разработал Михаил Фокин. Основную работу по антрепризе добровольно возложил на себя Дягилев.

## Премьера и дальнейшая жизнь
В 1911 году, расставшись с Дягилевым, Рубинштейн создала собственную труппу. Её первой постановкой стало именно «Мученичество святого Себастьяна». Премьера 22 мая 1911 года состоялась в Париже, в театре Шатле и вызвало скандал. Архиепископ Парижа был возмущён, что роль святого Себастьяна, католического святого, написанную д’Аннунцио специально для Рубинштейн, играла женщина, к тому же — еврейка. Спектакль, и особенно игра и декламация Рубинштейн, прежде выступавшей в качестве танцовщицы, не имели успеха у публики и критиков. Последние отмечали, что Рубинштейн, в отличие от Дягилева и других успешных антрепренёров, «тратит деньги не на искусство, но лишь на саму себя». Работа Д’Аннунцио не была введена в постоянный репертуар, хотя и исполнялась впоследствии неоднократно на разных языках и даже записывалась. Однако чаще музыка Дебюсси исполняется отдельно в качестве четырёхчастной оркестровой сюиты с подзаголовком «Симфонические фрагменты».